# Liste der Abgeordneten zum Tiroler Landtag (XVII. Gesetzgebungsperiode)
- ÖVP: 17
- SPÖ: 6
- FPÖ: 5
- GRÜNE: 4
- FRITZ: 2
- NEOS: 2

Diese Liste der Abgeordneten zum Tiroler Landtag (XVII. Gesetzgebungsperiode) listet alle Abgeordneten zum Tiroler Landtag in der XVII. Legislaturperiode auf.

## Geschichte
Von den 36 Mandaten entfielen nach der Landtagswahl in Tirol 2018 siebzehn auf die Österreichische Volkspartei (ÖVP), sechs auf die Sozialdemokratische Partei Österreichs (SPÖ), fünf auf die Freiheitliche Partei Österreichs (FPÖ), vier auf Die Grünen Tirol (Grünen) und zwei auf die Liste Fritz Dinkhauser – Bürgerforum Tirol (FRITZ). NEOS kandidierten erstmals in Tirol und schafften mit zwei Abgeordneten den Einzug in den Landtag. ÖVP, SPÖ und FPÖ gewannen je ein Mandat hinzu, die Grünen verloren ein Mandat. Vorwärts Tirol (VT) kandidierte nicht mehr, in der vorhergehenden XVI. Gesetzgebungsperiode war die Partei mit vier Mandaten vertreten.
Die konstituierende Sitzung des Tiroler Landtags mit der Wahl und Angelobung der Landesregierung Platter III fand am 28. März 2018 statt.
Mit Ausnahme von Landesrat Bernhard Tilg wurden alle Regierungsmitglieder zunächst als normale Abgeordnete angelobt. Nach der Wahl der Landesregierung rückten bei der ÖVP Hermann Kuenz, Josef Edenhauser, Stefan Weirather, Martina Nowara und Sophia Kircher nach. Bei den Grünen rückten Michael Mingler und Stephanie Jicha für die beiden Landesrätinen nach.
Am 24. Juni 2022 beschloss der Tiroler Landtag bei einer Sondersitzung seine Auflösung. Damit wurde der Weg für eine vorgezogene Landtagswahl am 25. September 2022 frei gemacht. Die Koalitionsparteien ÖVP und Grüne sowie die Oppositionsparteien SPÖ, FPÖ und NEOS stimmten für die Auflösung, die Liste FRITZ war dagegen.

## Funktionen

### Landtagspräsidenten
- Zur Landtagspräsidentin wurde die bisherige Bundesrätin Sonja Ledl-Rossmann (ÖVP) gewählt, sie folgte damit Herwig van Staa in dieser Funktion nach.[6]
- Als erster Vizepräsident wurde zu Beginn der Gesetzgebungsperiode der bisherige Amtsinhaber Anton Mattle (ÖVP) bestätigt.[6] Nach dem Wechsel von Mattle als Wirtschaftslandesrat in der Landesregierung Platter III wurde Sophia Kircher am 11. Mai 2021 zur Vizepräsidentin gewählt.[7]
- Als Nachfolger des zweiten Landtagsvizepräsidenten Hermann Weratschnig wurde von den Tiroler Grünen Stephanie Jicha nominiert, von der SPÖ Tirol wurde Georg Dornauer für diese Funktion vorgeschlagen.[8] Stephanie Jicha wurde mit 23 von 36 Stimmen zur zweiten Landtagsvizepräsidenten gewählt, Georg Dornauer erhielt 13 Stimmen.[9][10]

### Klubobleute
- Klubobmann der ÖVP blieb Jakob Wolf.[11]
- Klubobfrau der SPÖ wurde zunächst Elisabeth Blanik.[12] Am 28. April 2019 wurde Dornauer Georg zu ihrem Nachfolger ab 1. Mai 2019 gewählt.[13]
- Als Klubobmann der Tiroler Grünen wurde Gebi Mair bestätigt, dessen Stellvertreter wurde Georg Kaltschmid.[11]
- FRITZ-Klubobfrau blieb Andrea Haselwanter-Schneider. Ihr soll mit 1. Februar 2022 Markus Sint als Klubobmann nachfolgen.[14]

### Bundesräte
Die Grünen verloren ein Bundesratsmandat und damit den Klubstatus und die Klubförderung im Parlament. Das Mandat der Grünen ging an die FPÖ, die ÖVP hat wie bisher drei Sitze, die SPÖ einen. Die bisherige Bundesrätin Sonja Ledl-Rossmann (ÖVP) wechselte in den Landtag. Die ÖVP entsandte Peter Raggl, Elisabeth Pfurtscheller und Klara Neurauter in die Länderkammer, die SPÖ Stefan Zaggl und die FPÖ Christoph Steiner. Anneliese Junker, Andreas Köll, Hans-Peter Bock und Nicole Schreyer schieden aus dem Bundesrat aus.
Im Oktober 2020 übernahm Sebastian Kolland das Mandat von Klara Neurauter, die Ersatzmitglied wurde, während Kolland bis dahin als Ersatzmitglied fungierte. Der Wechsel zur Halbzeit der fünfjährigen Legislaturperiode wurde bei der Nominierung der Bundesräte im Frühjahr 2018 vereinbart.

### Landtagsabgeordnete
| Name                         | Bild | Fraktion | Fraktion | Anmerkung                                                                 |
| ---------------------------- | ---- | -------- | -------- | ------------------------------------------------------------------------- |
| Abwerzger Markus             |      |          | FPÖ      | Klubobmann                                                                |
| Achhorner Evelyn             |      |          | FPÖ      |                                                                           |
| Blanik Elisabeth             |      |          | SPÖ      | Klubobfrau bis 30. April 2019                                             |
| Dornauer Georg               |      |          | SPÖ      | Klubobmann ab 1. Mai 2019                                                 |
| Edenhauser Josef             |      |          | ÖVP      | Nachrücker für ein Regierungsmitglied                                     |
| Felipe Ingrid                |      |          | GRÜNE    | Mandatsverzicht nach Wechsel in die Landesregierung am 28. März 2018      |
| Fischer Gabriele             |      |          | GRÜNE    | Mandatsverzicht nach Wechsel in die Landesregierung am 28. März 2018      |
| Fleischanderl Elisabeth      |      |          | SPÖ      |                                                                           |
| Gamper Alexander             |      |          | FPÖ      |                                                                           |
| Geisler Josef                |      |          | ÖVP      | Mandatsverzicht nach Wechsel in die Landesregierung am 28. März 2018      |
| Gerber Mario                 |      |          | ÖVP      |                                                                           |
| Hagele Cornelia              |      |          | ÖVP      |                                                                           |
| Hagsteiner Claudia           |      |          | SPÖ      |                                                                           |
| Haselwanter-Schneider Andrea |      |          | FRITZ    | Klubobfrau bis Jänner 2022                                                |
| Haslwanter Patrick           |      |          | FPÖ      |                                                                           |
| Jicha Stephanie              |      |          | GRÜNE    | Nachrückerin für ein Regierungsmitglied                                   |
| Kaltenhauser Kathrin         |      |          | ÖVP      | Rückzug Anfang September 2019 bekanntgegeben, Nachrücker Martin Wex       |
| Kaltschmid Georg             |      |          | GRÜNE    | Klubobmann-Stellvertreter                                                 |
| Kircher Sophia               |      |          | ÖVP      | Nachrückerin für ein Regierungsmitglied                                   |
| Kirchmair Heinz              |      |          | ÖVP      |                                                                           |
| Kuenz Hermann                |      |          | ÖVP      | Nachrücker für ein Regierungsmitglied                                     |
| Ledl-Rossmann Sonja          |      |          | ÖVP      | Wechsel vom Bundesrat in den Landtag                                      |
| Leitgeb Andreas              |      |          | NEOS     |                                                                           |
| Lentsch Benedikt             |      |          | SPÖ      |                                                                           |
| Mainusch Dominik             |      |          | ÖVP      |                                                                           |
| Mair Gebi                    |      |          | GRÜNE    | Klubobmann                                                                |
| Margreiter Alois             |      |          | ÖVP      |                                                                           |
| Mattle Anton                 |      |          | ÖVP      | Wechsel in die Landesregierung am 11. Mai 2021 Nachrückerin Marina Ulrich |
| Mayerl Martin                |      |          | ÖVP      |                                                                           |
| Mingler Michael              |      |          | GRÜNE    | Nachrücker für ein Regierungsmitglied                                     |
| Nowara Martina               |      |          | ÖVP      | Nachrückerin für ein Regierungsmitglied                                   |
| Oberhofer Dominik            |      |          | NEOS     |                                                                           |
| Platter Günther              |      |          | ÖVP      | Mandatsverzicht nach Wechsel in die Landesregierung am 28. März 2018      |
| Palfrader Beate              |      |          | ÖVP      | Mandatsverzicht nach Wechsel in die Landesregierung am 28. März 2018      |
| Ranzmaier Christofer         |      |          | FPÖ      |                                                                           |
| Riedl Florian                |      |          | ÖVP      |                                                                           |
| Schwaighofer Barbara         |      |          | ÖVP      |                                                                           |
| Sint Markus                  |      |          | FRITZ    | Klubobmann ab 1. Februar 2022                                             |
| Tratter Johannes             |      |          | ÖVP      | Mandatsverzicht nach Wechsel in die Landesregierung am 28. März 2018      |
| Ulrich Marina                |      |          | ÖVP      | seit dem 11. Mai 2021, Nachrückerin für Anton Mattle                      |
| Weirather Stefan             |      |          | ÖVP      | Nachrücker für ein Regierungsmitglied                                     |
| Wex Martin                   |      |          | ÖVP      | Nachrücker für Kathrin Kaltenhauser                                       |
| Wohlgemuth Philip            |      |          | SPÖ      |                                                                           |
| Wolf Jakob                   |      |          | ÖVP      | Klubobmann                                                                |
| Zoller-Frischauf Patrizia    |      |          | ÖVP      | Mandatsverzicht nach Wechsel in die Landesregierung am 28. März 2018      |